# Phone Call from a Stranger
 Phone Call from a Stranger és una pel·lícula estatunidenca dirigida per Jean Negulesco i estrenada el 1952.

## Argument
Mentre vola cap a Los Angeles, on pretén començar una nova vida i tractar d'oblidar que la seua esposa Jane (Helen Westcott) es disposava a abandonar-lo per un altre home, David Trask (Gary Merrill) reconforta Binky Gay (Shelley Winters), una jove i cridanera passatgera que admet que aquest és el seu primer viatge en avió. Binky li expressa també el seu viu desig de veure el seu marit Mike (Craig Stevens), a qui va deixar per anar a Nova York i cercar un paper, que al final no va poder aconseguir, en un espectacle de Broadway. Disposada a abandonar la seua il·lusió de començar una carrera teatral, li diu que aconseguirà que el seu matrimoni sigui un èxit tot i que Sally (Evelyn Varden), la seua sogra i propietària d'un local nocturn en Sunset Strip, vol que Mike es divorciï d'ella. El mal temps obliga a fer un aterratge forçós en un aeroport de l'Oest Mitjà on troben un altre passatger, el doctor Fortner (Michael Rennie), el qual, assabentat que Trask és advocat, desitja que el representi legalment a Los Angeles, ja que té la intenció de confessar davant el fiscal del districte que va ser responsable de la mort de tres persones en un accident d'automòbil mentre conduïa borratxo. El doctor Fortness li explica a Trask que ha de tranquil·litzar la seua consciència per poder mirar cara a cara el seu fill Jerry (Ted Donaldson), que l'idolatra però que sospita la veritat sobre l'accident. Un altre passatger, Eddie Hoke (Keenan Wynn), un dinàmic viatjant de comerç amb un gran repertori d'acudits vells, suggereix que ell, Binky, Trask i el doctor Fortness es trobin qualsevol dia, a Los Angeles, per prendre unes copes i recordar el viatge que estan duent a terme. En senyal d'assentiment, els quatre intercanvien les seves adreces i pugen a bord de l'avió, que està a punt d'enlairar-se. Torna a empitjorar el temps i l'avió, perdut entre una espessa boira, s'estavella finalment en intentar aterrar en un prat a prop de l'aeroport. Quan recobra el coneixement, Trask descobreix que les seues ferides són lleus, però que ell és l'únic del quartet que ha sobreviscut a l'accident. En comptes de deixar en mans de la companyia el fet de comunicar la tràgica notícia a les famílies, opta per visitar-les i dir-la-hi ell mateix. Després d'explicar a Jerry Fortness que el seu pare havia decidit confessar la seva culpa i fer front a les conseqüències, la intervenció de Trask aconsegueix que el noi torni a casa amb la seua mare (Beatrice Straight) en comptes de fugir a Sud-amèrica. Al marit i a la sogra de Binky els explica que la mort d'aquesta ha estat una doble tragèdia, ja que acabava de signar un bon contracte a Broadway. Aquesta mentida li baixa els fums a Sally, que havia estat tractant de convèncer en Mike que Binky no era més que una desgraciada sense cap talent. En la modesta llar d'Eddie Hoke, a on va de mala gana, Trask coneix la vídua d'Eddie, Marie (Bette Davis), que no és la bellesa espatarrant de la que parlava Eddie, sinó una invàlida postrada al llit. Anticipant-se a la seua sorpresa, la senyora Hoke li explica que una vegada va abandonar Eddie i va fugir amb un altre home, el qual la va deixar, al seu torn, quan ella va quedar paralitzada a causa d'un accident a una piscina. Sense ignorar que Eddie podia semblar odiós als altres, explica a Trask que per ella va ser un home lleial que va perdonar la seua relliscada i la va admetre de nou al seu costat quan ningú la volia, estimant-la i cuidant-la fins al dia de la seua mort. Sincerament afectat per aquesta història, Trask li parla de la seua dona i la senyora Hoke li prega que li telefoni i li comuniqui que ha sobreviscut a l'accident. Convençut que el perdó forma també part de l'amor, Trask explica a la seua muller que es disposa a tornar a casa, al costat d'ella i dels seus fills.

## Crítica
- "Encara que creguin vostès que Phone Call from a Stranger és completament inversemblant, la pel·lícula té un cert sentit, i també escenes intrigants, i està molt ben interpretada des del principi fins al final."[2]
- "Un aldarull cinematogràfic en què s'entaulen diverses converses alhora, sense que cap d'elles s'entengui amb gran nitidesa ... Encara que l'argument és potent, les interpretacions són fluixes i, en conjunt, el film és alhora incongruent i confús. El repartiment aporta alguna actuació brillant, especialment la de Bette Davis com a paralítica."[3]

## Repartiment
- Shelley Winters: Binky Gay
- Gary Merrill: David L. Trask
- Michael Rennie: Dr. Robert Fortness
- Keenan Wynn: Edmund Vincent 'Eddie' Hoke
- Evelyn Varden: Sallie Carr
- Warren Stevens: Marty Nelson
- Beatrice Straight: Claire Fortness
- Ted Donaldson: Jerry Fortness
- Craig Stevens: Mike Carr
- Helen Westcott: Sra. Jane Trask
- Bette Davis: Marie Hoke
- Sydney Perkins
- Hugh Beaumont
- Thomas Cheshire
- Tom Powers
- Freeman Lusk
- George Eldredge
- Nestor Paiva
- Perdita Chandler
- Genevieve Bell[1]

## Nominacions
- 1952: Lleó d'Or al Festival Internacional de Cinema de Venècia per a Jean Negulesco